# Spójnica krwawnicowa
Spójnica krwawnicowa (Melitta nigricans) – gatunek pszczoły z rodziny spójnicowatych (Melittidae).

## Opis
Pszczoła samotna. Dorosłe osobniki latają od lipca do września. Gatunek mocno wyspecjalizowany pokarmowo, samice zbierają pyłek wyłącznie z krwawnic. Sporadycznie nektar może być pobierany również z innych gatunków roślin. Gniazdo jest budowane przez samicę pod ziemią.